# Evan Gershkovich
Evan Gershkovich (Nueva York, 26 de octubre de 1991) es un periodista estadounidense, desde enero del 2022, es colaborador de The Wall Street Journal. Trabajó en Rusia, en el territorio de Ucrania y en otros países del espacio postsoviético, en marzo del 2023, fue acusado de espionaje.

## Biografía
Nació en 1991 en Nueva York, en una familia de padres inmigrantes soviéticos, quienes huyeron del régimen soviético en 1979, y creció hablando ruso en casa. Más tarde, en el verano del 2017, cuando The Moscow Times estaba buscando un reportero, fichó a Gershkovich, el cual se mudó a Moscú en el otoño de ese mismo año.
Se graduó del Princeton High School en el 2010. En el mismo año, ingresó y se graduó del Bowdoin College en el 2014 con una licenciatura en Filosofía e Inglés.  En la universidad, era atleta y jugaba para el equipo de fútbol universitario.

## Carrera
Antes de convertirse en reportero de The Wall Street Journal, Gershkovich fue reportero de Agence France-Presse y The Moscow Times, y asistente de noticias en The New York Times. Su trabajo también ha colaborado en The Economist, MIT Technology Review, Foreign Policy, Politico Europe y otros medios. Ha sido invitado en la BBC, NPR y France 24 entre otros canales. Desde el otoño del 2017, Gershkovich vive en Moscú.

## Acusaciones de espionaje
En marzo del 2023, Gershkovich viajó a Ekaterimburgo para entrevistar al especialista en relaciones públicas Yaroslav Shirshikov sobre el tema de la actitud de la sociedad hacia el reclutamiento en PMC Wagner. En su canal de Telegram, Shirshikov escribió que durante la entrevista acompañó a Gershkovich por la ciudad y le presentó a algunos de los personajes del texto. El hombre de relaciones públicas también dijo que el periodista estaba principalmente interesado en la actitud hacia el PMC Wagner en la sociedad, así como en el conflicto de su líder Yevgeny Prigozhin con las autoridades de la región de Sverdlovsk y el director del Museo de Historia de Ekaterimburgo, Igor Pushkarev. . Según Dmitry Kolezev, editor en jefe de Republic y editor de It's My City, Gershkovich le preguntó sobre Ekaterimburgo antes de su viaje a los Urales. Evan se preguntaba quién podría hablar con él, qué cosas interesantes estaban sucediendo en la ciudad últimamente. El periodista también planeó hablar con la dirección del Centro Yeltsin, "Sima-land", visitar el centro de reclutamiento de PMC "Wagner" y también ir a Nizhny Tagil. Después de una entrevista con Shirshikov, Gershkovich voló a Moscú y luego regresó a Ekaterimburgo, donde dejó de comunicarse con los editores.
El 29 de marzo, Vecherniye Vedomosti informó que cerca del restaurante Bukowski Grill en la calle Karl Liebknecht, supuestamente, las fuerzas de seguridad vestidas de civil llevaron a un hombre a un minibús. Le sacaron un suéter por la cabeza y los testigos presenciales no pudieron ver el rostro del detenido. Yaroslav Shirshikov sugirió que Evan Gershkovich era el detenido.
El 30 de marzo, el FSB informó que Gershkovich había sido arrestado en Ekaterimburgo por cargos de espionaje. Según la autoridad, Gershkovich recopiló información sobre una de las empresas del complejo militar-industrial ruso, que constituye un secreto de Estado.

## Posible juicio
En medio del día 30 de marzo, el detenido Gershkovich ya fue llevado al Tribunal de Lefórtovo de Moscú. El servicio de prensa del tribunal de Lefortovo eliminó de su chat a los periodistas que preguntaron sobre los motivos de la falta de informes sobre el progreso de la reunión sobre el arresto de Evan Gershkovich. En consecuencia, el servicio de prensa del juzgado indicó que el periodista permanecería en el centro de prisión preventiva al menos hasta el 29 de mayo de 2023. Se enfrenta a hasta 20 años de prisión.

## Reacciones
Tras el anuncio del arresto, The Wall Street Journal comentó: "The Wall Street Journal está profundamente preocupado por la seguridad de Hershkowitz". Al mismo tiempo, la representante del Ministerio de Relaciones Exteriores de Rusia, María Zajárova, afirmó que el periodista Evan Gershkovich estaba involucrado en "actividades que no son periodismo" en Ekaterimburgo, y el secretario de prensa del presidente ruso, Dmitry Peskov, dijo que el periodista estaba supuestamente atrapado con las manos en la masa. The Wall Street Journal negó las acusaciones contra Gershkovich. Además, la fuente de la publicación dijo que la embajada de Estados Unidos en Moscú no fue notificada de la detención de Gershkovich. Los diplomáticos estadounidenses recurrieron a las autoridades rusas para obtener información sobre el caso.
La noticia del arresto de Gershkovich provocó una fuerte condena de la administración del presidente estadounidense Joe Biden. La secretaria de prensa de la Casa Blanca, Karine Jean-Pierre, dijo: "Estamos profundamente preocupados por los inquietantes informes sobre la detención del ciudadano estadounidense Evan Gershkovich en Rusia".
Los cargos fueron "negados con vehemencia" por The Wall Street Journal y criticados por la Casa Blanca, el Comité para la Protección de los Periodistas, el Club Nacional de Prensa, la Sociedad de Periodistas Profesionales y otros grupos de defensa de los medios. Tatiana Stanovaya del Carnegie Russia Eurasia Center's dijo que la cobertura de Gershkovich de la guerra en Ucrania es probablemente lo que atrajo la atención de las autoridades. Jeanne Cavalier, de Reporteros sin Fronteras, dijo que el arresto parecía ser "una medida de represalia" que era "muy alarmante porque probablemente sea una forma de intimidar a todos los periodistas occidentales que están tratando de investigar aspectos de la guerra en Rusia".

### Análisis de la situación
El exembajador en territorio ruso John J. Sullivan dijo que el arresto probablemente era un movimiento preliminar en un intercambio de prisioneros deseado y que el hecho de que Gershkovich hubiera sido acusado de espionaje en lugar de un delito menor indicaba que el intercambio deseado probablemente sería para un prisionero de alto perfil. El exjefe de la estación de la CIA en Moscú, Daniel Hoffman, estuvo de acuerdo en que el momento del arresto "probablemente no fue una coincidencia" y probablemente se le ordenó ganar influencia en un intercambio de prisioneros. Hoffman señaló que la semana anterior al arresto, el Departamento de Justicia de EE. UU. había acusado a Sergey Cherkasov de espionaje, afirmando que Cherkasov era un espía ruso inscrito en Johns Hopkins con el pretexto de ser un estudiante de Brasil. En marzo del 2023, Cherkasov fue encarcelado en Brasil por falsificar documentos brasileños, pero Estados Unidos podría solicitar su extradición para facilitar un intercambio de prisioneros. Cavalier también planteó la hipótesis de que Rusia usaría a Gershkovich como "moneda de cambio" para Cherkasov. Otro intercambio, con la hipótesis de Andrey Zakharov, sería Gershkovich y Paul Whelan por Maria Mayer y Ludwig Gisch, quienes fueron arrestados en Eslovenia acusados de espiar para Rusia en enero del 2023. El Moscow Times afirmó que la especulación se centró en Cherkasov, Mayer y Gisch.